# Велика Омеляна
Вели́ка Омеляна — село в Україні, у Рівненському районі Рівненської області. Населення становить 1780 осіб.  Село з 2019 року є центром Великоомелянської сільської громади. До 2019 року було центром Великоомелянської сільської ради.

## Географія

#### Розташування і фізична географія
Село Велика Омеляна розташоване в Північно-Західній частині Правобережної України.
На відстані 3 км від м. Рівного. Його землі простяглися між магістральними  шляхами, що ведуть до Дубно та Млинова.
Річка Устя ділить село на дві частини і впадає в річку Стубазку за 12 км на захід від села.
На території колишньої сільської ради є  ставок загальною площею 23,25 га, який  перебуває в оренді у приватного підприємця.

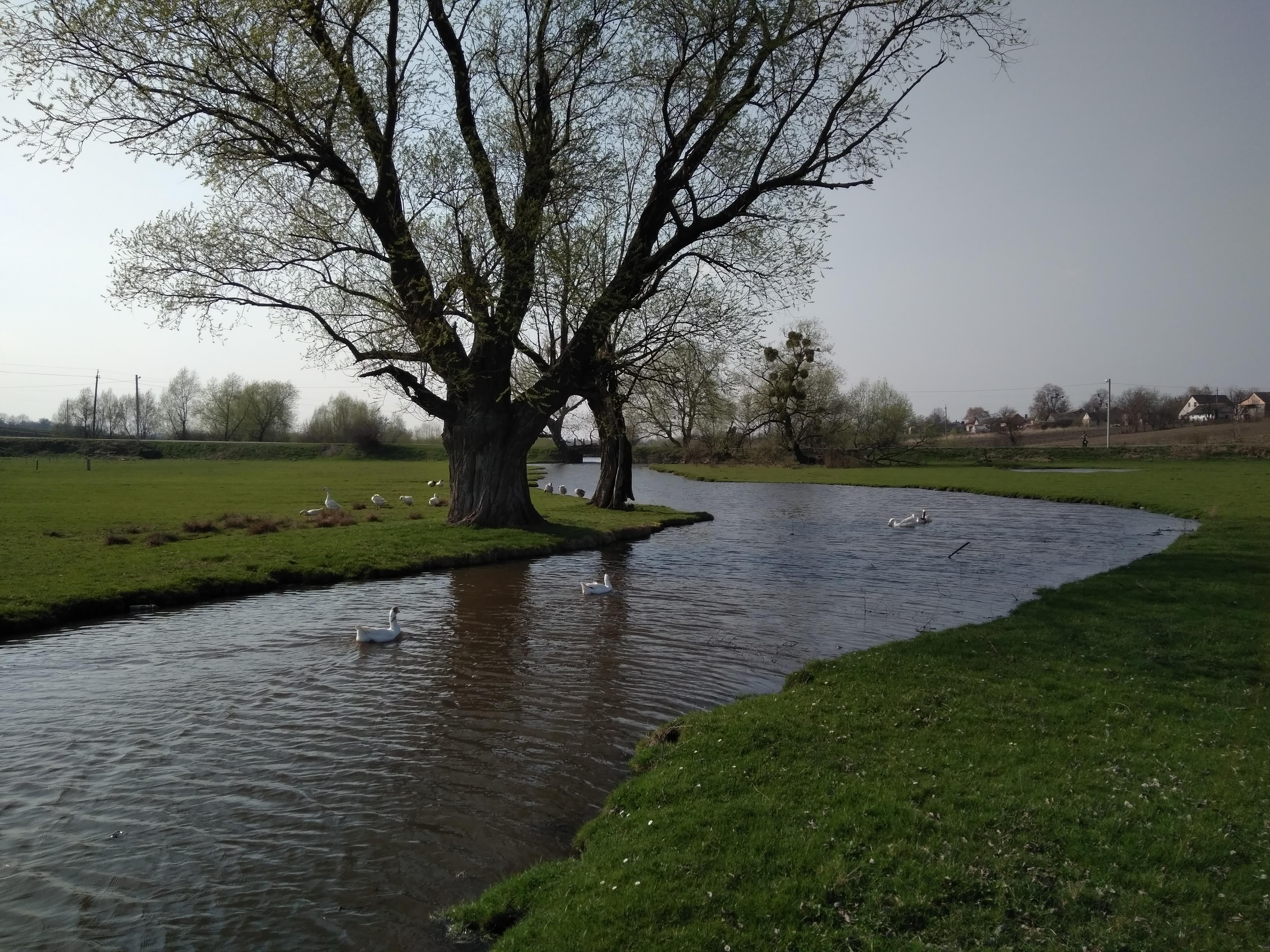
Річечка Омелянка

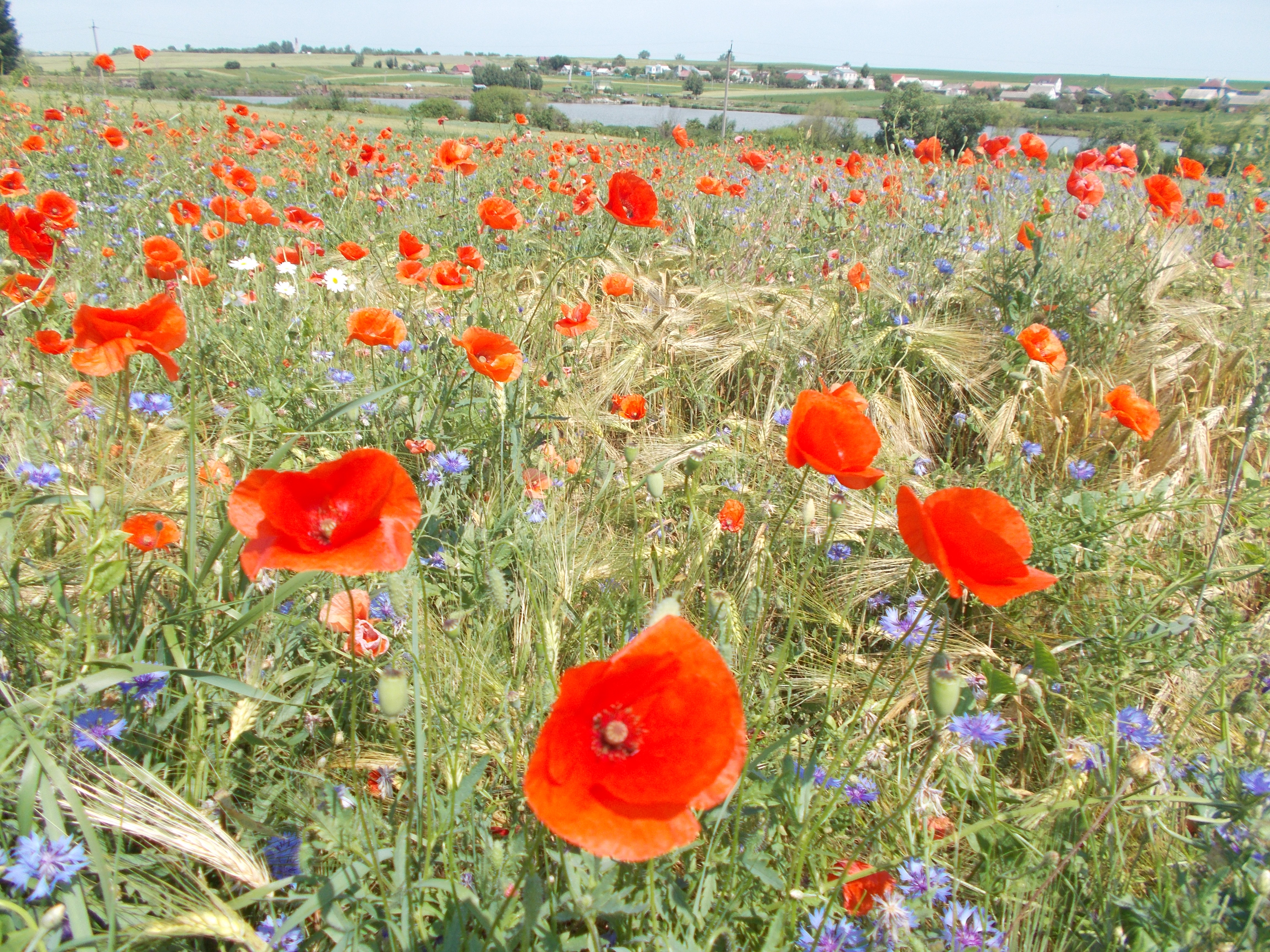
«А то все Омеляна»

Рельєф території в основному рівнинний. Підґрунтові води залягають на глибині більше 3 метрів.
Ґрунтоутворюючими породами є лесовидні суглинки. Основу ґрунтового покриву складають сірі опідзолені та темно-сірі опідзолені ґрунти. Небезпечні геологічні процеси відсутні.
Згідно земельно-оціночного (кадастрового) районування територія сільської ради відноситься до Рівненського природно-сільськогосподарського району. 
Територія розміщується в межах основної тектонічної структури Рівненщини — Волино-Подільської плити, зокрема Рівненське плато. Середня висота над рівнем моря — 253 м.

### Клімат
Клімат території помірно континентальний з м'якою зимою та досить теплим, з достатньою кількістю опадів, літом. Однак останні зими дещо морозні, а літо посушливе.
В цілому клімат території можна вважати комфортним для життя та сприятливим для господарської діяльності, у першу чергу для розвитку сільського господарства.
В околицях населених пунктів  корисні копалини відсутні.

## Населення
Село Велика Омеляна  є адміністративно — територіальним центром сільської ради і знаходиться на відстані 5 км від районного, обласного центру — м. Рівне.
Територія села складається з 675 дворів і нараховує 1780 жителів.
Площа населеного пункту становить 687,93 га.
Основною структурно-планувальною одиницею населеного пункту є квартали в основному з двосторонньою забудовою. Село забудовано одноповерховими та двоповерховими будинками.

### Мова
Розподіл населення за рідною мовою за даними перепису 2001 року:

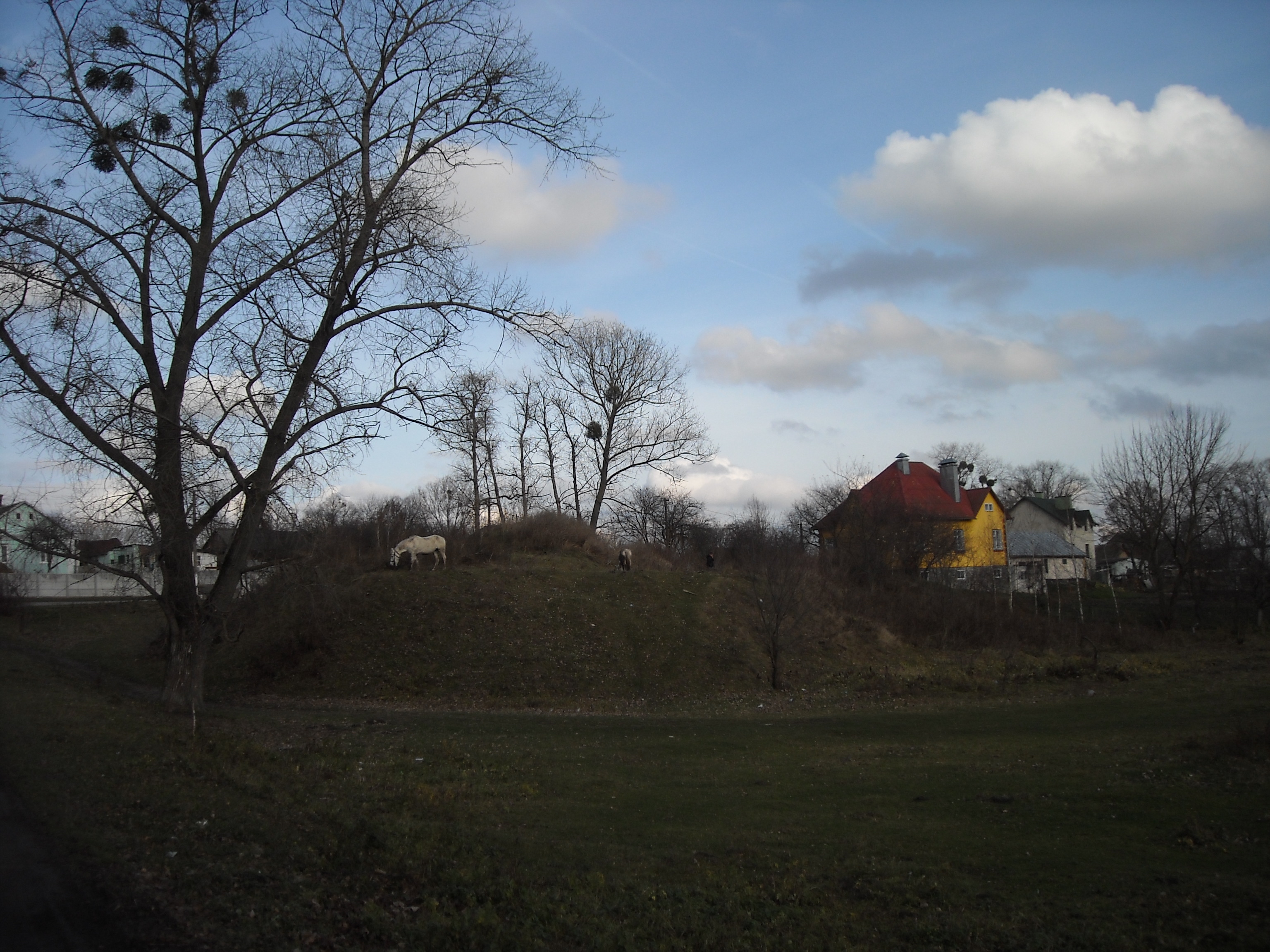
Укріплення Рогачівка с. Омеляна

| Мова            | Кількість | Відсоток |
| --------------- | --------- | -------- |
| українська      | 1609      | 98.29%   |
| російська       | 27        | 1.65%    |
| інші/не вказали | 1         | 0.06%    |
| Усього          | 1627      | 100%     |

## Історія

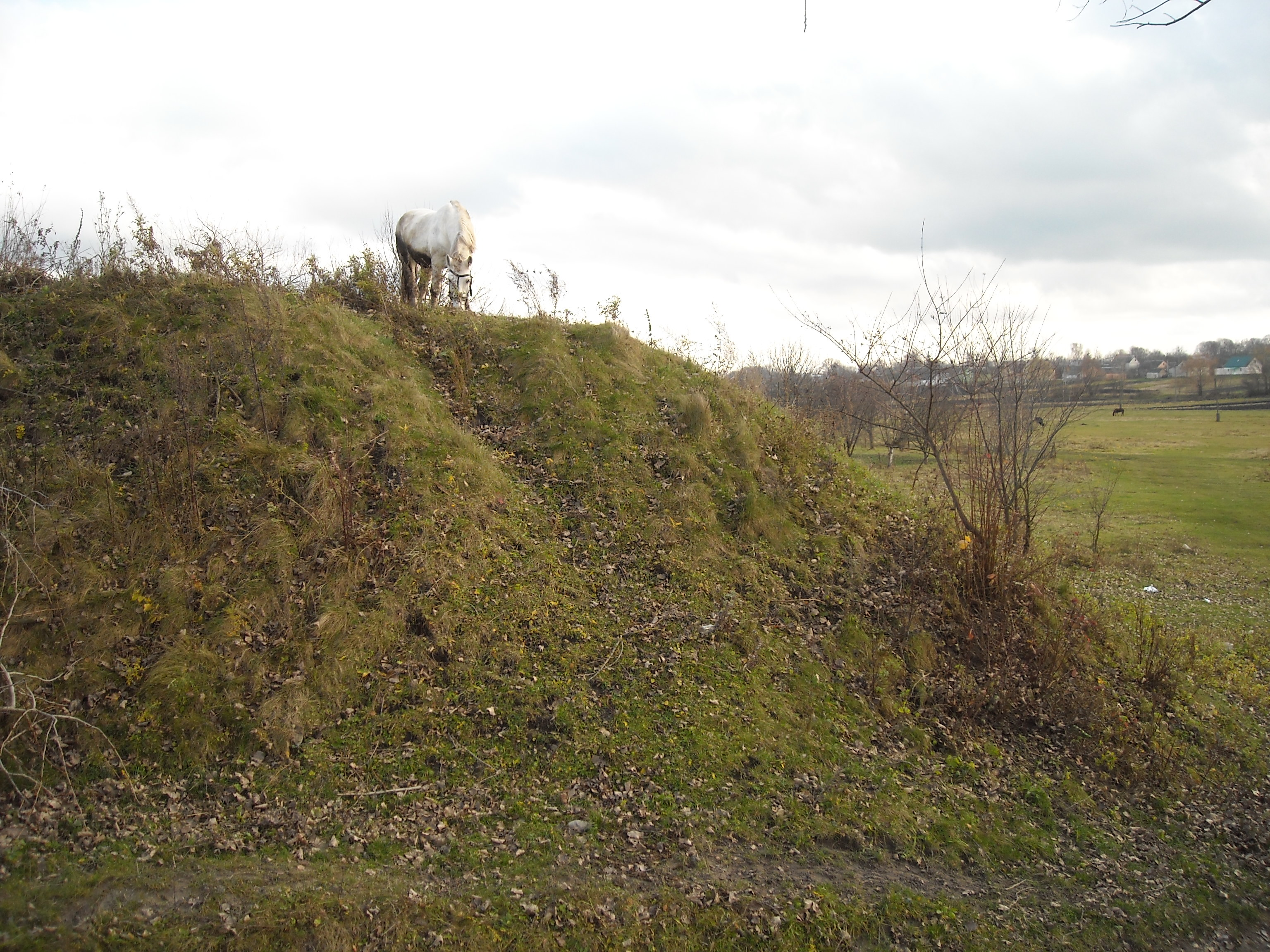

## Історія[3]
Омеляна (Велика) — старовинне надрічкове поселення з ймовірним первісним захисним  осередком на висоті Рогачівці (неподалік моста правого берега Усті), де знаходили цегляні фундаменти, гончарні вироби далекого минулого. За давніми переказами тут стояла церква, яка пішла під землю. В околиці села засвідчені староруські кургани-могильники, знаряддя крем'яної індустрії рештки вогневипалювальних  виробничих  осередків. Зі сторони с. Дядьковичі біля ставу де є глинище у 18 ст. був панський завод де виготовляли цеглу та предмети домашнього вжитку (миски, глечики, гладилки тощо).
У пошуках найдавнішої згадки про  Омеляну привертає увагу документ 1487 року де читаємо: «ино и после пана свого живота при том остала межи ричи, што пан мой менял… с паном Махном Омелянским».
З подальшого контексту випливає, що на той час уже існувало прізвище людини, утворене від імені села Омеляна, яке належало власникові Омелянському. Але достовірну згадку село має лише з 1545 року в описі майна Луцького замку.
За інвентарем 1577 року «Омельна» («Омелько») мала 27 дворів, круподерню, водяний млин, 3 рибних ставки, фільваркове господарство, вітряк.
У 1603 році «имение Омеляни» зазнало спустошення від нещадного пожару, хлинувшого від палаючого гаю, скирд під час серпневої посухи. Тоді повітова комісія працювала в «Омельной» три дні.
Напередодні Визвольної війни 1651 року «Омелянские и Дядьковические крестьяне» мали свій повстанський загін, очолюваний Ігнатієм з Глинська. У наступному році він зазнав каральних переслідувань від рівненських замкових дозорців, через що змушений був відійти в поліські землі.
За даними 1889 року «с. Омеляна волости Дядьковической» нараховувало  98 дворів 824 парафіян, з них 102 римокатоликів, які мали тут свою каплицю. Церкву Покрови Пресвятої Богородиці збудовано в Омеляні ще до 1800 року бо вже на початку 1806 року складено інвентар церковного майна, у числі якого було понад 50 десятин землі, на яку в 1842 році укладено план, межову книгу.
В Україні другої Омеляни нема, хоч існує споріднене Омельгород.

## Історичні та архітектурні пам'ятки на території населеного пункту
Братська могила радянським воїнам, що визволяли село від фашистських загарбників (1967 р.)

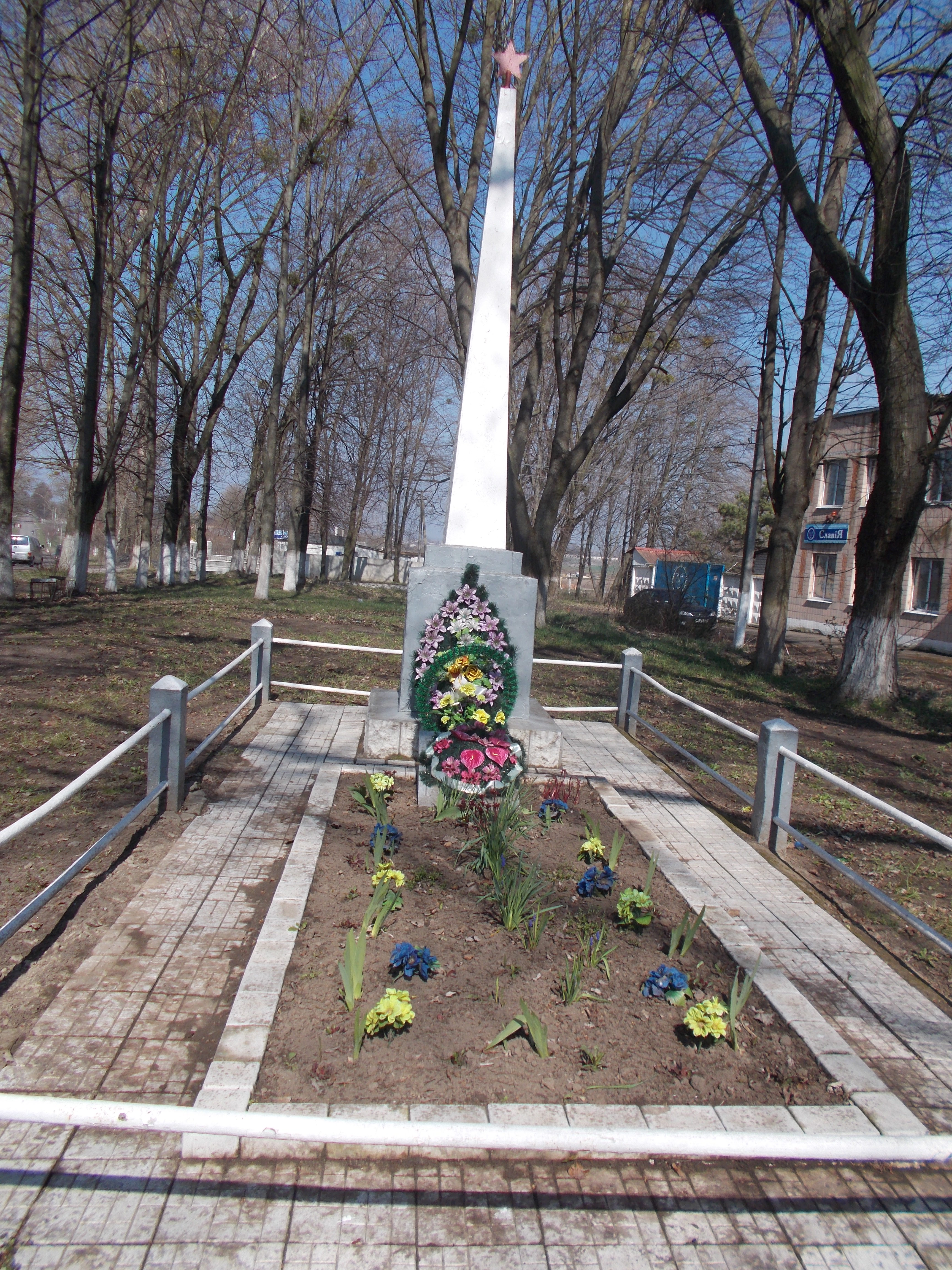
Братська могила воїнам визволителям с. Омеляна

Пам'ятник односельчанам, які загинули на фронтах II Світової війни (1941-1945 рр.) Рік встановлення 1990 р.

## Освіта та культура
26 квітня 2001 року була відкрита Великоомелянська гімназія

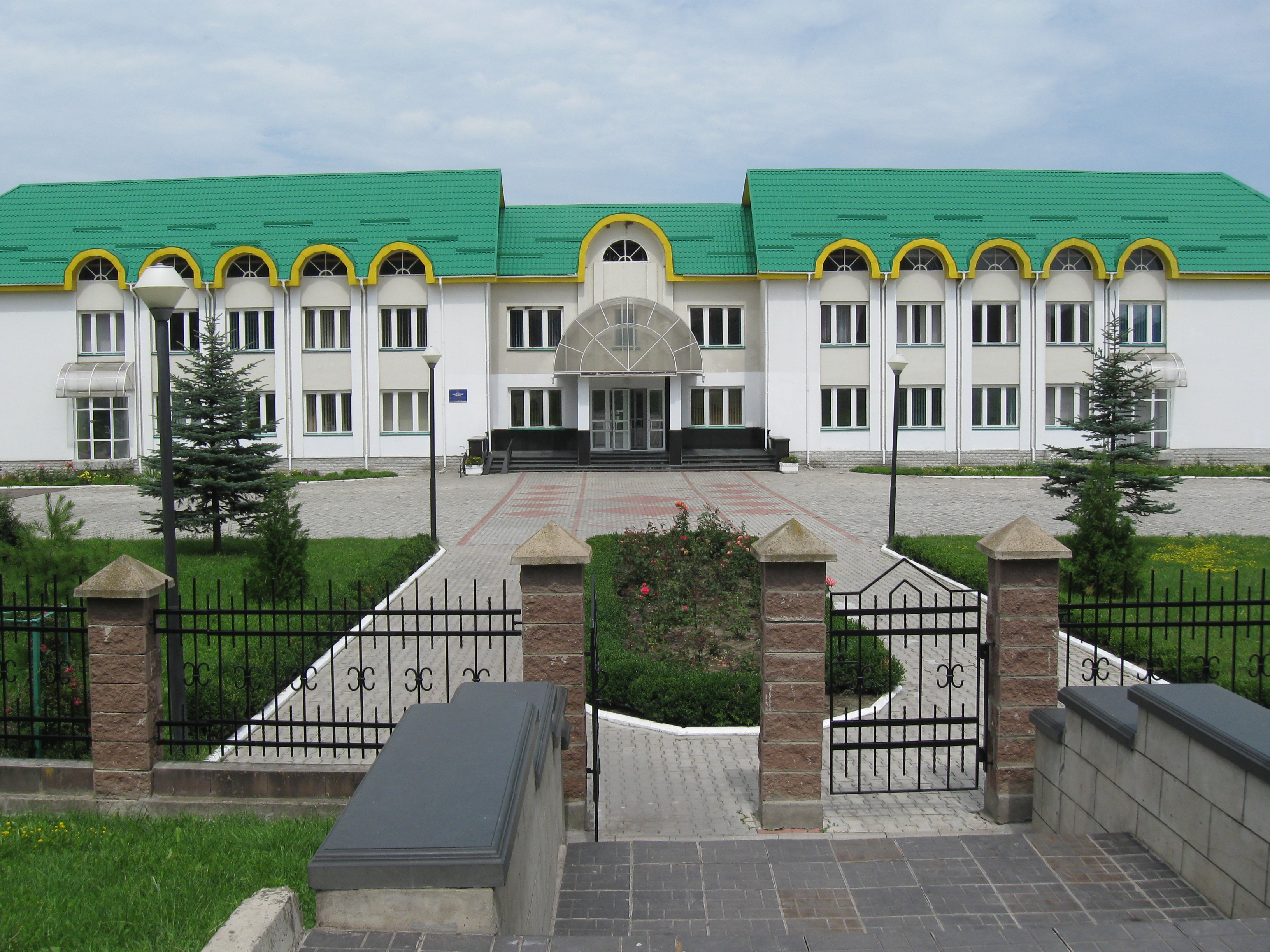
Великоомелянський НВК «школа-гімназія»

В НВК працює 42 педагогічних працівників та навчається 277 учнів.
Навчально-виховний процес здійснюють предметні кафедри:
- Кафедра природничо-математичних наук
- Кафедра суспільно-гуманітарних дисциплін
- Кафедра художньо-естетичного циклу
- Кафедра початкових класів
- Кафедра класних керівників

В НВК поглиблено вивчаються: математика, фізика, англійська мова, українська мова.                

## Культура
Будинок культури був відкритий у листопаді 1967 року. Будинок культури  укомплектований штатними одиницями, працюють гуртки
та секції.
В селі Велика Омеляна є стадіон.
Функціонує публічна — шкільна бібліотека, фонд становить 18 тис. документів. У бібліотеці є вільний безкоштовний доступ до мережі Інтернет, при бібліотеці діє музей картин Омелянських художників.
Офіційна Web — сторінка ПШБ с. В.Омеляна www.omelana.zz.mu

## Медицина
В селі діє фельдшерсько-акушерський пункт.

## Релігія
Культові спорудиУкраїнська Православна Церква: (вперше згадується у 1807 р.)

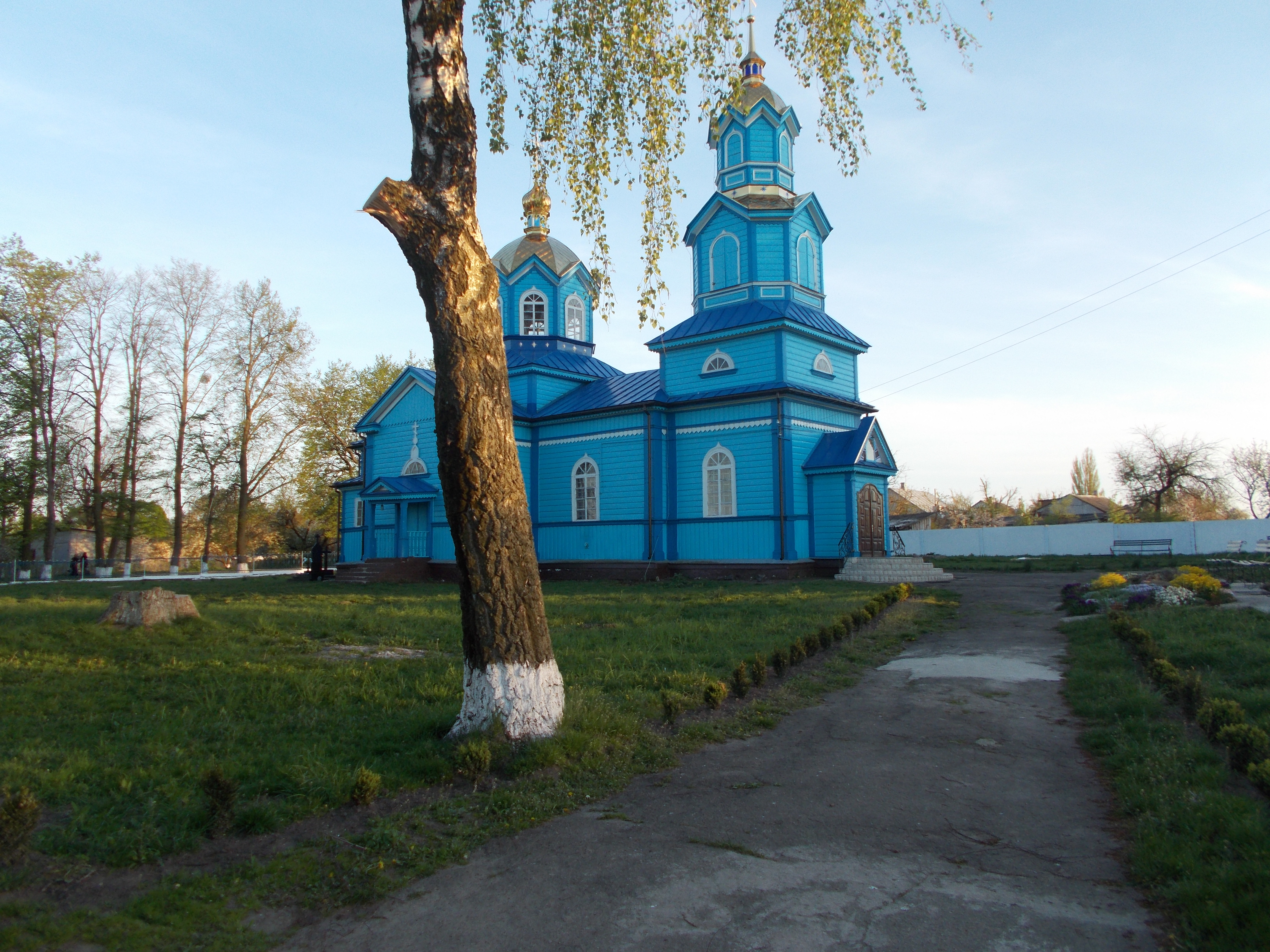

Капличка Свято-Покровської  парафії с. Велика Омеляна Української Православної Церкви
Київського Патріархату (збудована у квітні 2012 р.).

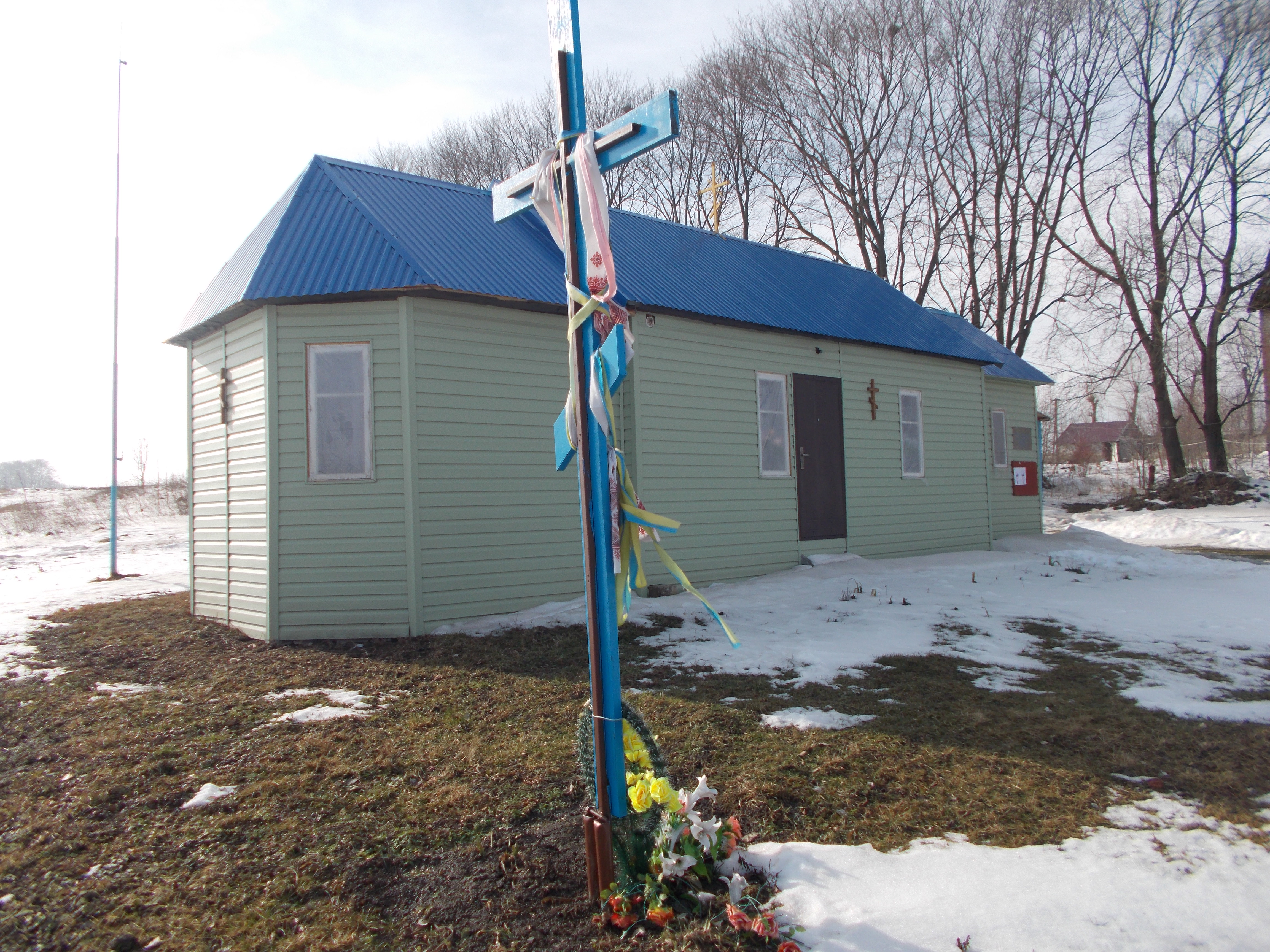
Капличка Свято-Покровської парафії с. Велика Омеляна Української Православної Церкви Київського Патріархату (збудована у квітні 2012 р.).

Молитовний будинок Євангельських Християн — Баптистів (1999 р.)

## Відомі люди

### Вознюк Яків Степанович
Народився 28 листопада 1910 в с. Омеляна Рівненського району, помер 28 серпня 1979 року
Був мобілізований Рівненським РВК 15.03.1944 р.
Воював в 66 запасному Стрілецькому полку; 539 -  Гауб. Артполку радіотелеграфії.
Інвалід  II  групи ВВВ. Брав участь у звільненні Варшави, Берліна.
Нагороджений медалями: За відвагу;За визволення Варшави; Медаль «За взяття Берліна»
Медаль «За перемогу над Німеччиною у Великій Вітчизняній війні 1941—1945 рр.»

### Вознюк Микола  Степанович
Народився 1 січня 1921 р. в с. Омеляна, Рівненського району. 5 березня 1944 р. був призваний на II Український фронт, мінометник. 30 липня 1946 р. звільнений в запас. Форсував Одер, брав участь у звільненні Німеччини. Нагороджений медалями «За відвагу» «За перемогу над Німеччиною».

### Нечипоренко Іван Олександрович
Народився 1 липня 1923 року в с. Мала Виска на Кіровоградщині. На Рівненщину в с. Омеляна переїхав у 1955 році.
У 1942 році мобілізований на фронт 2-й Білоруський фронт, 180 артилерійський запасний стрілецький полк.
Брав участь у звільненні Берліна. Нагороджений медалями «За взяття Берліна»; «За перемогу над Німеччиною»

## Відомі особистості, пов'язані з історією села  В.Омеляна
Художники
- Дем'янчук Яків Олександрович (1909—1944) — художник, загинув на фронті в 1944 році
- Яцюк Микола  Якимович (1936—1999) — помер в 1999 році
- Борисюк Ярослав Аркадійович (1956) — пише картини, виставляється в мистецьких галереях  міста Рівного.
- Хіночик Володимир Петрович(1988) — молодий художник працює  директором  Будинку культури с. Омеляна У своєму доробку має понад 30 картин. Улюблений жанр — портрет. Пише вірші. Друкувався в альманасі «Наше коло».
- Пастушок Микола Ярославович (2003) — молодий перспективний художник - портретист. Проживає в с. Омеляна.

Картини  цих художників можна побачити в музеї, що діє на базі  сільської бібліотеки.
Різбляр по дереву
Рябий Сергій Олексійович народився  м. Рівне проживає в с. Омеляна. Роботи: гребінці, рами до дзеркал, ліжка, виготовив раму до ікони в церкву.
Скульптор
Дахівник Віталій Борисович (1973) — майстер паркової скульптури, проживає у  м. Умань, Черкаської обл.
Вишивальниці
Галина та Світлана Махонюк (1964) уродженки с. Омеляна відомі в Україні майстрині, створили блискучий доробок — півсотні високомистецьких творів: рушників, серветок, скатертин, що  стали вагомим  внеском у розбудову сучасної народної культури. Галина  нині покійна. Світлана мешкає в с. Овадне Володимирського району.
Поети
- Лавренюк Лариса Миколаївна — пише вірші Народився — в 1958 р. в с. Омеляна. Друкувалася в журналі "Мистецькі грані № 9, 2009 р., районній газеті «Слово і час»
- Главацька Лариса Петрівна — народилася в 1948 р. пише вірши, досліджує історію Рівненського краю. Друкувалася в місцевій пресі.

Спортсмени
- Ткачук Катерина Василівна — українська плавчиня, чемпіонка Європи, учасниця Паралімпійських ігор.

## Сучасний стан: кількість населення, інфраструктура села (навчальні, культурні заклади, підприємства)
В адміністративно — громадському центрі зосереджені сільська рада, дошкільний навчальний заклад, навчально-виховний комплекс «школа-гімназія», фельдшерсько-акушерський пункт, п'ять магазинів, боулінг-клуб, два готелі, чотири кафе, ресторан, будинок культури, бібліотека, поштове відділення.
Через село проходить міжнародний автошлях Київ-Чоп. На території сільської ради здійснюють господарську діяльність 83 суб'єкти підприємницької діяльності. Основні напрями діяльності — с/г виробництво, риборозведення, роздрібна торгівля, ремонт автомобілів, виготовлення будівельних матеріалів, переробка молока, переробка деревини.